# Liga Nacional de Ascenso Apertura 2014 (Panamá)
La Liga Nacional de Ascenso Apertura 2014 fue la inicialización de la temporada 2014-15 de la segunda división de Panamá. Buscando mayor competencia y que los equipos tengan más posibilidades de obtener puntos se cambió del formato de grupos al de todos contra todos.
Este torneo arrancó el viernes 29 de agosto de 2014 y el ganador fue la Sociedad Deportiva Atlético Nacional que superó al SUNTRACS Fútbol Club en el partido final disputado el sábado 29 de noviembre de 2014 en el Estadio Maracaná, y el mismo obtiene medio boleto para disputar la próxima temporada en la categoría máxima del fútbol nacional.

## Equipos
| \| Equipo \| Ciudad \| \| --------------------------- \| ------------------ \| \| Club River Plate \| David \| \| SD Panamá Oeste \| Arraiján \| \| Atlético Chiriqui \| Chiriqui \| \| CD Centenario \| Penonomé \| \| Colón C3 \| Ciudad de Colón \| \| Club Deportivo Vista Alegre \| Arraiján \| \| Millenium UP \| Panamá \| \| Tierra Firme F.C. \| San Miguelito \| \| SD Atlético Nacional \| Panamá \| \| SUNTRACS \| San Miguelito \| \| Atlético Veragüense \| Veraguas \| \| Santa Gema FC \| Arraijan \| \| Chiriquí Occidente \| Chiriquí Occidente \| \| Costa del Este FC \| Panamá \| - En cursiva ganador de la Copa Rommel Fernández 2013-14. |                    |
| Equipo | Ciudad             |
| Club River Plate | David              |
| SD Panamá Oeste | Arraiján           |
| Atlético Chiriqui | Chiriqui           |
| CD Centenario | Penonomé           |
| Colón C3 | Ciudad de Colón    |
| Club Deportivo Vista Alegre | Arraiján           |
| Millenium UP | Panamá             |
| Tierra Firme F.C. | San Miguelito      |
| SD Atlético Nacional | Panamá             |
| SUNTRACS | San Miguelito      |
| Atlético Veragüense | Veraguas           |
| Santa Gema FC | Arraijan           |
| Chiriquí Occidente | Chiriquí Occidente |
| Costa del Este FC | Panamá             |

## Tabla General[3]
|  |     | Equipos de fútbol     | PJ | Pts |
|  | --- | --------------------- | -- | --- |
|  | 1.  | SD Atlético Nacional  | 26 | 24  |
|  | 2.  | CD Centenario         | 26 | 23  |
|  | 3.  | SUNTRACS FC           | 26 | 22  |
|  | 4.  | Río Abajo FC          | 26 | 22  |
|  | 5.  | Costa del Este FC     | 26 | 21  |
|  | 6.  | Colón C-3             | 26 | 21  |
|  | 7.  | SD Panamá Oeste       | 26 | 21  |
|  | 8.  | CF Millenium UP       | 26 | 20  |
|  | 9.  | Atlético Veraguense   | 26 | 20  |
|  | 10. | Chiriquí Occidente FC | 26 | 19  |
|  | 11. | Santa Gema FC         | 26 | 17  |
|  | 12. | Club River Plate      | 26 | 7   |
|  | 13. | CD Vista Alegre       | 26 | 5   |
|  | 14. | Tierra Firme FC       | 26 | 3   |

## Fase Final
|  | Cuartos de final     | Cuartos de final     | Cuartos de final |   |              | Semifinales | Semifinales | Semifinales |  |  | Final                | Final | Final |
|  |                      |                      |                  |   |              | [ 4 ]       | [ 4 ]       | [ 4 ]       |  |  | [ 5 ]                | [ 5 ] | [ 5 ] |
|  |                      |                      |                  |   |              |             |             |             |  |  |                      |       |       |
|  | Costa del Este FC    | 0                    | 1                |   |              |             |             |             |  |  |                      |       |       |
|  | Río Abajo FC         | 0                    | 2                |   |              |             |             |             |  |  |                      |       |       |
|  | Río Abajo FC         | 0                    | 2                |   | Río Abajo FC | 0           | 1           |             |  |  |                      |       |       |
|  |                      |                      |                  |   | Río Abajo FC | 0           | 1           |             |  |  |                      |       |       |
|  |                      | SD Atlético Nacional | 1                | 0 |              |             |             |             |  |  |                      |       |       |
|  | CF Millenium UP      | SD Atlético Nacional | 1                | 0 | 0            | 4           |             |             |  |  |                      |       |       |
|  | CF Millenium UP      |                      |                  |   | 0            | 4           |             |             |  |  |                      |       |       |
|  | SD Atlético Nacional | 2                    | 4                |   |              |             |             |             |  |  |                      |       |       |
|  |                      |                      |                  |   |              |             |             |             |  |  | SD Atlético Nacional | 0     | (3)   |
|  |                      |                      | SUNTRACS FC      | 0 | (2)          |             |             |             |  |  |                      |       |       |
|  | Colón C-3            | 1                    | 0                |   |              |             |             |             |  |  |                      |       |       |
|  | SUNTRACS FC          | 1                    | 2                |   |              |             |             |             |  |  |                      |       |       |
|  | SUNTRACS FC          | 1                    | 2                |   | SUNTRACS FC  | 3           | 2           |             |  |  |                      |       |       |
|  |                      |                      |                  |   | SUNTRACS FC  | 3           | 2           |             |  |  |                      |       |       |
|  |                      | SD Panamá Oeste      | 1                | 1 |              |             |             |             |  |  |                      |       |       |
|  | SD Panamá Oeste      | SD Panamá Oeste      | 1                | 1 | 0            | 4           |             |             |  |  |                      |       |       |
|  | SD Panamá Oeste      |                      |                  |   | 0            | 4           |             |             |  |  |                      |       |       |
|  | CD Centenario        | 0                    | 2                |   |              |             |             |             |  |  |                      |       |       |

## Campeón
|                                |
| Panamá                         |
| SD Atlético Nacional 2º título |